# Памич, Мануел
Мануе́л Па́мич (хорв. Manuel Pamić; 20 августа 1986, Жминь) — хорватский футболист, левый защитник клуба «Новиград».

## Карьера
Первые три года своей карьеры играл в хорватских клубах «Истра 1961» и «Риека». В 2008 году перебрался в «Ред Булл» из Зальцбурга, но сыграл там лишь 11 матчей. С 2009 по 2015 выступал за пражскую «Спарту».